# 恋のテレフォン GOAL
「恋のテレフォン GOAL」（こいのテレフォン ゴール）は、安倍なつみの3枚目のシングル。2004年8月11日発売。

## 収録曲
全作詞・作曲：つんく
1. 恋のテレフォン GOAL (3:27)
編曲：高橋諭一
2. OLの事情 (4:15)
編曲：中野定博
3. 恋のテレフォン GOAL (Instrumental) (3:27)

## 参加ミュージシャン
恋のテレフォン GOAL
- プログラミング&ギター：高橋諭一
- コーラス：稲葉貴子・つんく

OLの事情
- 全ての楽器：中野定博
- コーラス：竹内浩明